# USS Northampton (CA-26)
USS Northampton (CA-26) byl těžký křižník amerického námořnictva stejnojmenné třídy. Northampton se zúčastnil bojů druhé světové války a byl potopen 30. listopadu 1942 torpédy japonských torpédoborců v bitvě u Tassafarongy. Na jeho palubě do jeho potopení sloužil jako radista pozdější slavný americký herec Jason Robards.